# Július Gašparík
Július Gašparík (28. listopadu 1925 Tesárske Mlyňany – 1. ledna 1974) byl slovenský a československý politik Strany slovenské obrody, poslanec Slovenské národní rady a Sněmovny národů Federálního shromáždění na počátku normalizace.

## Biografie
Po federalizaci Československa usedl v lednu 1969 do Sněmovny národů Federálního shromáždění. Nominovala ho Slovenska národní rada, v níž také zasedal. Ve federálním parlamentu setrval do konce volebního období, tedy do voleb roku 1971. Ve FS zastával post předsedy Ústřední komise lidové kontroly.
Před svým úmrtím působil jako šéfredaktor stranických novin Ľud.